# 日方江温泉
日方江温泉（ひかたえおんせん）は、富山県富山市針日269 - 20にある温泉である。

## 泉質
- ナトリウム塩化物泉
- 源泉温度は摂氏44.1度
- 揚水量は動力揚水により毎分120.0リットル[1]
- 源泉の深さは1,351m[1]
- pHは8.1[1]
- 溶存物質は2,376mg/kg[1]

## 概要
主要地方道富山魚津線沿いにある郊外型の温泉銭湯で、近隣の住民や年配の人間に親しまれている。地下1,350mから湧き出る自家源泉を加水せず一部加温して利用している。浴場は小規模の内風呂とジャグジー、サウナが備えられている。

## 交通アクセス
- 富山地方鉄道富山港線 岩瀬浜駅からフィーダーバス水橋漁港前行き利用で約10分。
- E8 北陸自動車道 富山ICから国道41号、主要地方道富山港線、富山魚津線経由にて約20分。